# Mladen Koščak
Mladen Koščak, född 16 oktober 1936 i Zagreb, död 3 augusti 1997 i Zagreb, var en jugoslavisk fotbollsspelare.
Han blev olympisk silvermedaljör i fotboll vid sommarspelen 1956 i Melbourne.